# Herne Bay
Herne Bay es una localidad costera situada en el distrito de Canterbury, en Kent (Inglaterra). Según el censo de 2021, tiene una población de 24 900 habitantes.